# Trichoferus ilicis
Trichoferus ilicis är en skalbaggsart som beskrevs av Gianfranco Sama 1987. Trichoferus ilicis ingår i släktet Trichoferus och familjen långhorningar. Inga underarter finns listade i Catalogue of Life.